# 广州棋院
廣州棋院（英語：Guangzhou Chess Institute）是廣州市棋牌業務主管單位，位於廣州市越秀區橫枝崗路，平實、樸素、雅緻是其建築特點。廣州棋院設計中利用“院”將建築基地優越的自然景觀延續進建築組群之中，運用建築與山體，建築與建築以及建築與景觀的圍合使整個園林空間收放有致，給人以豐富有趣的空間體驗。

## 交通
公交：横枝崗路北站、横枝崗總站（廣醫腫瘤醫院）、鐵路療養院站、白雲索道站

## 亞運相關
2010年亞洲運動會棋類比賽（國際象棋、圍棋、象棋）於11月13日至26日在广州棋院舉行。